# Anzat-le-Luguet
Anzat-le-Luguet is een gemeente in het Franse departement Puy-de-Dôme (regio Auvergne-Rhône-Alpes) en telt 205 inwoners (2004). De plaats maakt deel uit van het arrondissement Issoire.

## Geografie
De oppervlakte van Anzat-le-Luguet bedraagt 73,8 km², de bevolkingsdichtheid is 2,8 inwoners per km².
De onderstaande kaart toont de ligging van Anzat-le-Luguet met de belangrijkste infrastructuur en aangrenzende gemeenten.

## Demografie
Onderstaande figuur toont het verloop van het inwonertal (bron: INSEE-tellingen).